# Довгоносикоподібні
Довгоносикоподібні (Curculionoidea)— надродина жуків, ймовірно — найбільша серед усіх надродин комах. Описано понад 65 000 видів, більшість яких утворює родину довгоносиків. Завдяки різноманіттю у будові та способах життя, опанували практично весь суходіл, окремі види мешкають у прісних водоймах. Рослинноїдні, ймовірно немає рослинних таксонів, з якими б не був пов'язаний харчуванням і/або циклом розвитку хоча б один вид цих комах. Вони використовують усі органи й тканини живих і мертвих рослин. Серед цієї групи значна кількість видів є економічно важливим — як шкідники культивованих рослин або гербіфаги. У вивчення довгоносикоподібних вагомий внесок зробили Ф. К. Лук'янович, М. Є. Тер-Мінасян, К. Пенеке, Лотар Дикманн, М. Ф. Алонсо-Сарасага, Дж. Андерсон, Б. О. Коротяєв, М. Мерегаллі, Г. Цвольфер та інші.
У фауні України - 1453 види довгоносикоподібних .

## Історія таксона
Групу з 80 довгоносикоподібних видів комах першим виокремив серед інших тварин Карл Лінней, творець першої наукової класифікації організмів. Усім видам групи він дав родову назву Curculio. Завдяки швидкому зростанню кількості нових видів, що описувались, виникла потреба в упорядкуванні таксона. У 1820 р. шведський ботанік і зоолог Густав Біллберг розділив групу на сім підрозділів. Класифікуючи жуків в цілому, шведський ентомолог К. Й. Шонгер збільшив кількість підрозділів до шістнадцяти, ґрунтуючись на відмінах у будові вусиків. Це заклало підвалини сучасної системи, хоча кількість, обсяг і ранг таксонів всередині групи значно змінилися. У 1999 році англійський ентомолог Р. А. Кроусон запропонував укрупнити таксони жуків, зменшивши кількість довгоносикоподібних до дев'яти. Але загалом тенденція до подрібнення збереглася, деякі системи налічували до 22 родин довгоносикоподібних.
Наприкінці XX — на початку XXI століття у систематиці набули популярності спроби пов'язати традиційне детальне вивчення морфології із даними про походження та еволюцію таксонів (філогенетику). Для цього дедалі ширше використовують підходи біохімії, молекулярної біології, генетики, комп'ютерне моделювання. Результатом стала перебудова системи Довгоносикоподібних. За останніми даними ранг родин зберігають шість–сім найкрупніших філогенетичних гілок, решту пропоновано вважати підродинами. Проте, ця система лишається предметом дискусій і подальших досліджень.

## Особливості будови
Найхарактерніша ознака, притаманна усім куркуліоноїдним — витягнута у вигляді головотрубки передня частина голови. Ступінь подовженості може бути невеликою, але вона завжди помітна. У багатьох видів добре виражений статевий диморфізм, зокрема самки мають довшу головотрубку та відмінності у будові останніх члеників черевця.
Серед інших ознак:

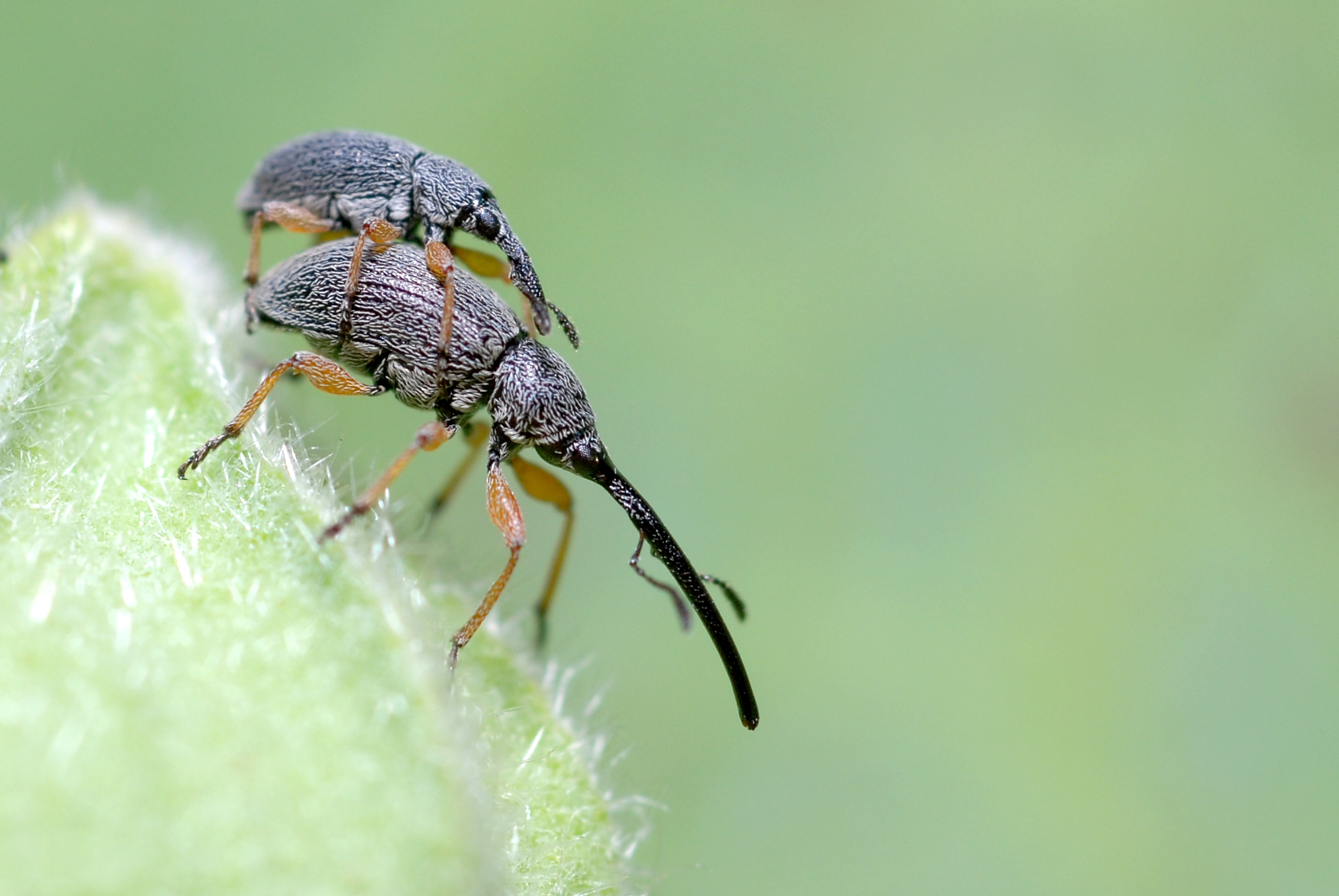
Статевий диморфізм у довгоносика Apion longirostre: у самки більші розміри і довжелезна голотрубка

- кожен членик вусиків добре відокремлений від попереднього і наступних, членики більш або менш потовщені до одного з кінців і вкладаються у ямки або канавки;
- шви при основі нижньої частини голови майже завжди редуковані або зливаються;
- тазикові западинки середніх ніг майже завжди прикриті зверху виростами грудей;
- черевні частини принаймні двох члеників черевця біль або менш зрослися.

## Спосіб життя
Всі довгоносикоподібні, за поодинокими виключеннями, є рослиноїдними (фітофагами). Життєві цикли більшості з них пов'язані з покритонасінними, хоча чимало видів харчуються і розвиваються за рахунок голонасінних, а також папоротеподібних і мохоподібних.
Самка відкладає яйця у певний субстрат (рослинні тканини, ґрунт), готуючи у ньому заглиблення за допомогою головотрубки. личинки харчуються рослинними тканинами. Звичайно, це рослини, стійкість яких послаблена віком та стресовими факторами (хвороби, брак води, несприятлива температура тощо). Личинки деяких видів харчуються мертвою або гнилою деревиною, але тільки такою, яка зазнала часткового розкладу завдяки грибкам. Чимало є й видів, личинки котрих харчуються цілком здоровими тканинами. Загалом довгоносикоподібні харчуються всіма частинами рослин — коренями, стеблом, листками, пилком, квітами, плодами і насінням.

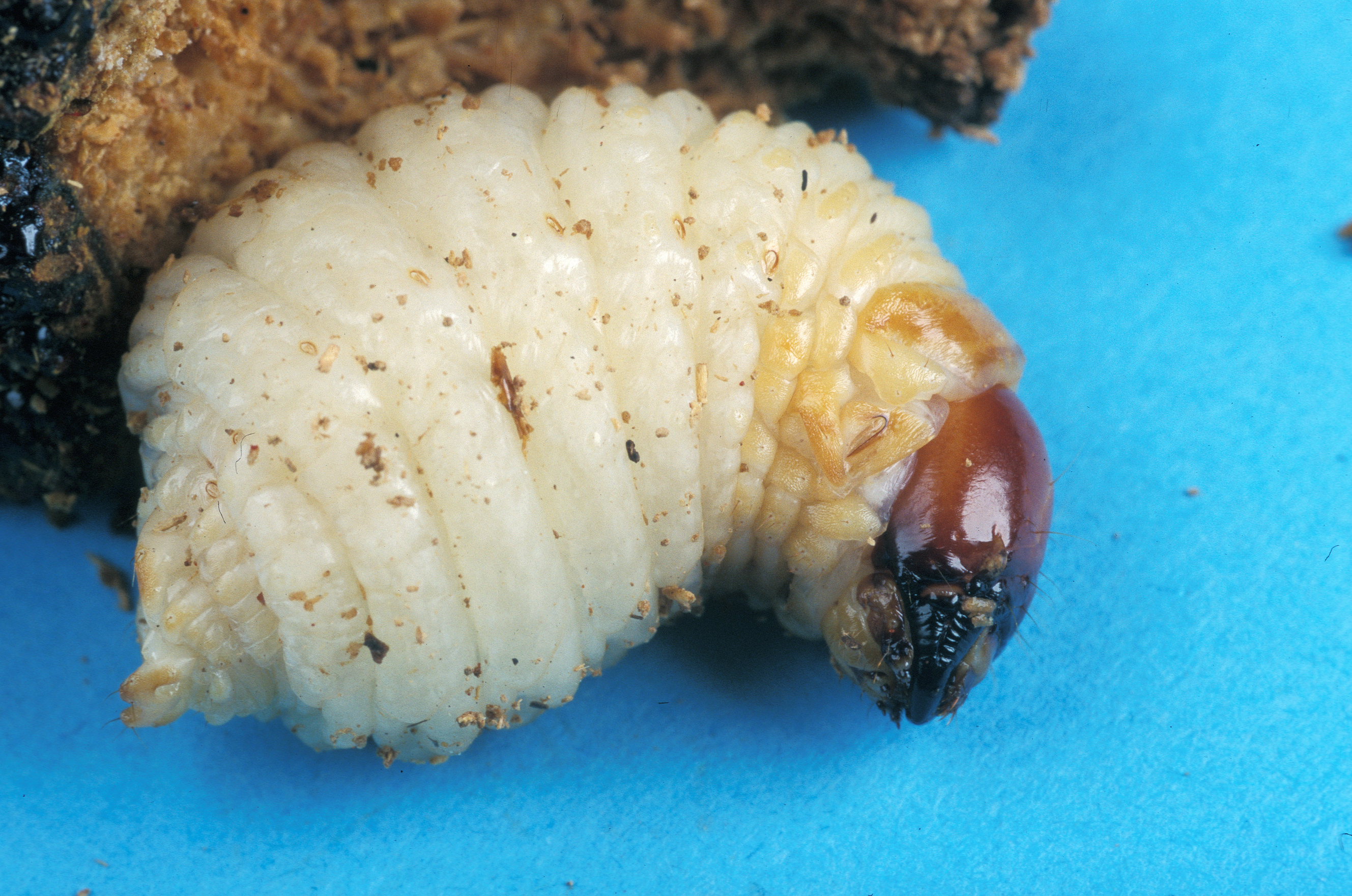
Личинки довгоносикоподібних мають добре виражену головну капсулу, але позбавлені ніг. На фото — личинка довгоносика Trigonotarsus rugosus

Серед довгоносикоподібних є комахи, чий спосіб життя є вкрай спеціалізованим і досить незвичайний для таксона в цілому. Зокрема, одні види розвиваються у гної сумчастих, інші все життя проводять у гніздах мурашок або є хижаками, що полюють на червеців та яйця коників, відкладені у стебла, або їдять личинок короїдів, проникаючи у їхні ходи попід корою. Є й паразити, що проникають у личиночні «хатинки», створені трубкокрутами з листків, і їдять ті ж самі листки.

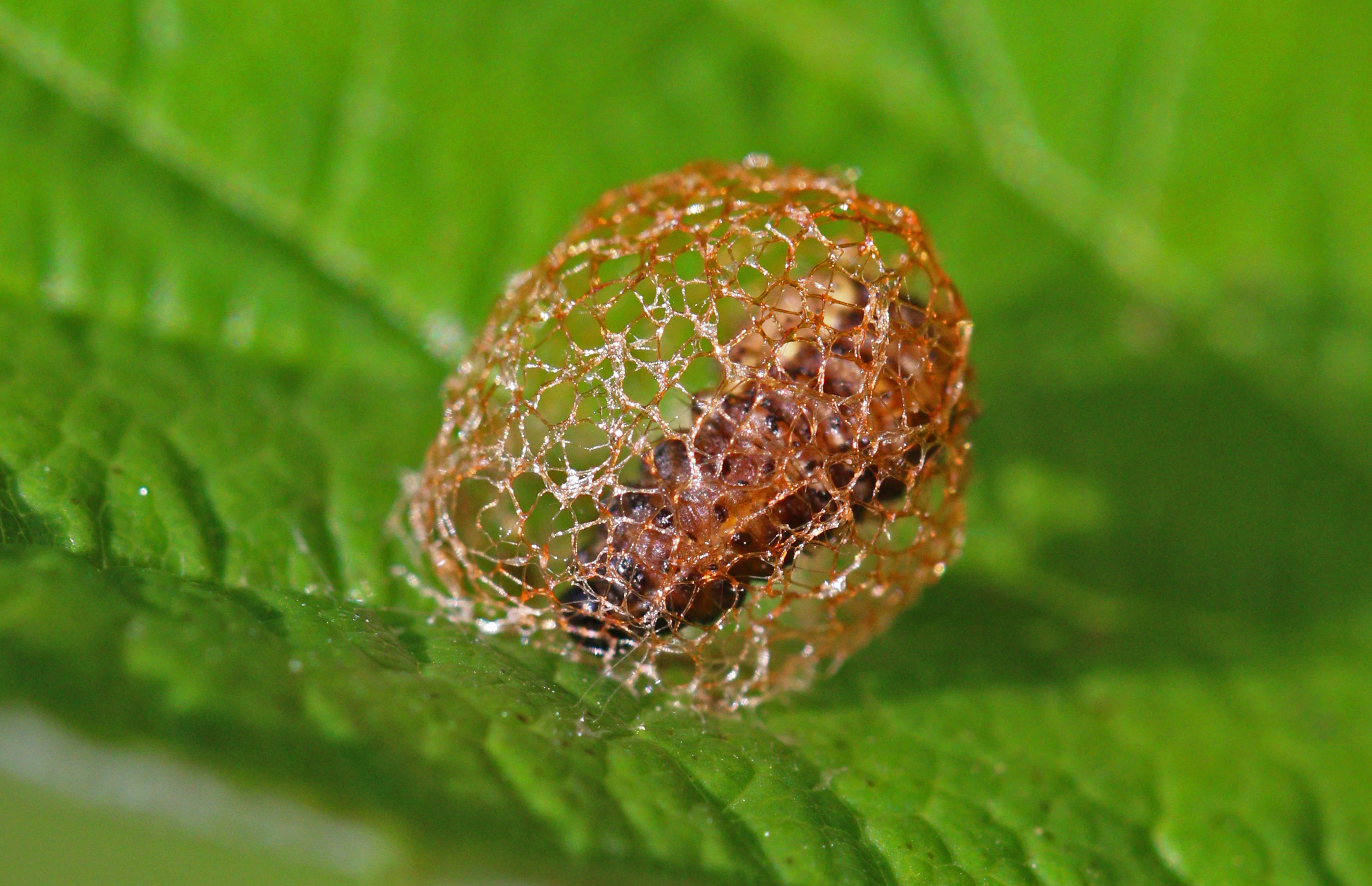
Личинка довгоносика Hypera rumicis заляльковується у сітчастому коконі, який сама ж і будує

Чисельність і щільність довгоносикоподібних може досягати значних величин. Наприклад, 1903 року в маєтку Грушківка на Черкащині на площі близько 160 га зібрали понад 1,2 тонни (!) жуків бурякового довгоносика. У 1997 р. у Південній Африці, на греблі, що заросла водною папороттю, випустили 900 довгоносиків для винищення трави. Два місяці по тому облік і розрахунки показали, що на греблі вже мешкає приблизно 150 мільйонів жуків — до 15 000 на 1 м². Завдяки такому високому потенціалу розмноження, деякі довгоносики досить часто використовуються для боротьби з інвазивними бур'янами.

## Географічне поширення
Довгоносикоподібні заселили практично весь суходіл — від Арктики до субантарктичних островів. Ці комахи успішно розселюються, створюючи стабільні популяції на найвіддаленіших від материків островах, наприклад, на Тристан-да-Кунья або Сокотрі.
Основна маса таксонів зосереджена у тропіках. Підрахунки розподілу кількості відомих видів найбільшої родини довгоносикоподібних — (Curculionidae) дали такі результати: Палеарктика — 8253, Неарктика — 2388, Неотропіка — 12 962, Афротропіки — 8253, Індомалая — 8579, Австралазія — 5166. Тобто, у Неарктиці мешкає лише 5,3 % видів, тоді як у Неотропіці — майже 30 %. Певна річ, це пояснюється більшим різноманіттям рослин у тропіках. За останнім зведенням у фауні України налічується 1453 види довгоносикоподібних 

## Класифікація[5]

### Поділ на родини і підродини

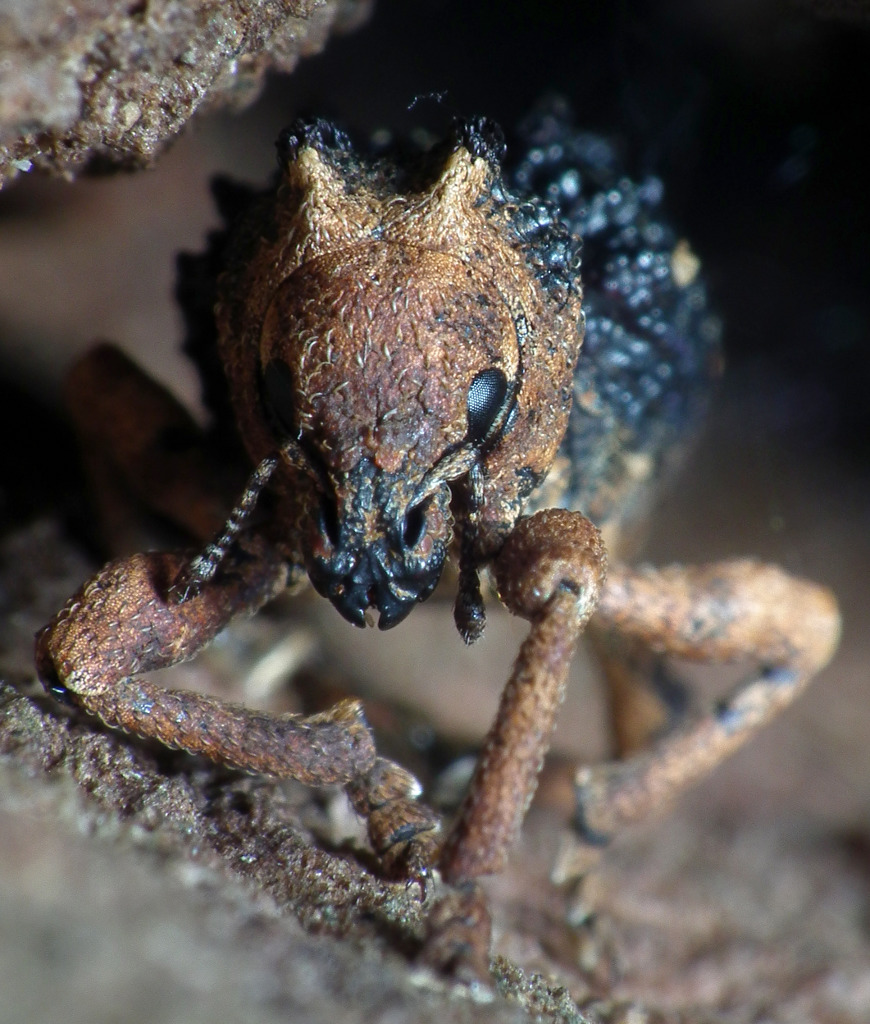
Австралійський довгоносик Aades cultratus (Schoenherr, 1823). Його личинки завдають серйозних пошкоджень плантаціям горіхів

За названою вище філогенетичною класифікацією надродина Curculionoidea поділяється на сім родин і 26 підродин:
| - Родина Nemonychidae Підродина Nemonychinae Підродина Rhinorhynchinae Підродина Cimberidinae - Родина Anthribidae Підродина Urodontinae Підродина Anthribinae Підродина Choraginae - Родина Belidae Підродина Belinae Підродина Oxycoryninae | - Родина Attelabidae Підродина Rhynchitinae Підродина Attelabinae - Родина Caridae - Родина Brentidae Підродина Ithycerinae Підродина Microcerinae Підродина Eurhynchinae Підродина Brentinae Підродина Apioninae Підродина Nanophyinae | - Родина Curculionidae Підродина Dryophthorinae Підродина Platypodinae Підродина Brachycerinae Підродина Cyclominae Підродина Entiminae Підродина Molytinae Підродина Lixinae Підродина Cossoninae Підродина Scolytinae Підродина Baridinae Підродина Curculioninae |

### Кількість родів і видів
Вже за часів Ліннея довгоносикоподібні були найбільшою групою тварин: 101 вид (15,8 %) з 400 описаних.
Найбільш обґрунтованими вважають такі показники: 5 800 родів и 62 000 видів. Тобто, довгоносикоподібні складають 15,5 % усіх видів жуків. Між іншим, приблизно така сама ситуація була й за часів Ліннея, коли було описано лише 100 видів цієї групи. У Палеарктиці мешкає 15 407 видів з 1611 родів. Деякі роди довгоносикоподібних містять величезну кількість видів. Приміром, у палеарктичному роді Stephanocleonus описано понад 120 видів:, а в роді Trigonopterus з Нової Гвінеї — 1000 видів!
Інколи внаслідок ретельного дослідження певного регіону або скупчення рослин, кількість знайдених нових для науки видів у 5–10 і більше разів перевищувала ту, що була тут відома до того. На підставі подібних даних реальне число довгоносикодібних оцінюється мінімум у 220 000 видів, тобто три чверті їх ще нам не відомі. Щороку вчені описують в середньому 240 нових видів цього таксона.

## Походження й еволюція
Вражаюче розмаїття довгоносикоподібних фахівці пояснюють такими основними факторами:
- виникненням ключової адаптації — головотрубки. Вона надала можливість відкладати яйця в глибину певного субстрату. Це надало захист зародку, що розвивається[15].
- виникнення й бурхливий розвиток квіткових рослин. Завдяки цьому виникала величезна кількість нових екологічних ніш, і комахи успішно опановували їх.
- розвиток личинки й лялечки не зовні, а всередині субстрату, під його захистом.

Порівняння морфології і рибосомальних генів цих комах із іншою підродиною фітофагів — хризомелоїдними (Chrysomeloidea) показало, що ці дві групи мають чимало спільного і, ймовірно, споріднені. Вважають, що вони походять від якогось спільного предка. Ця вихідна група виокремилася, мабуть, у юрському періоді і в його середині (160—175 млн років тому) від неї почали відділятися дві гілки майбутніх надродин. В цей же період інтенсивно виникали нові й нові групи рослин. Наприкінці періоду виникли перші куркуліоноїдні. Іх личинки харчувалися пилком у стробілах хвойних рослин. Формоутворення у рослин надавало нові можливості організмам, що були із ними пов'язані, і в третинному періоді довгоносикоподібні набували дедалі більшого різноманіття.

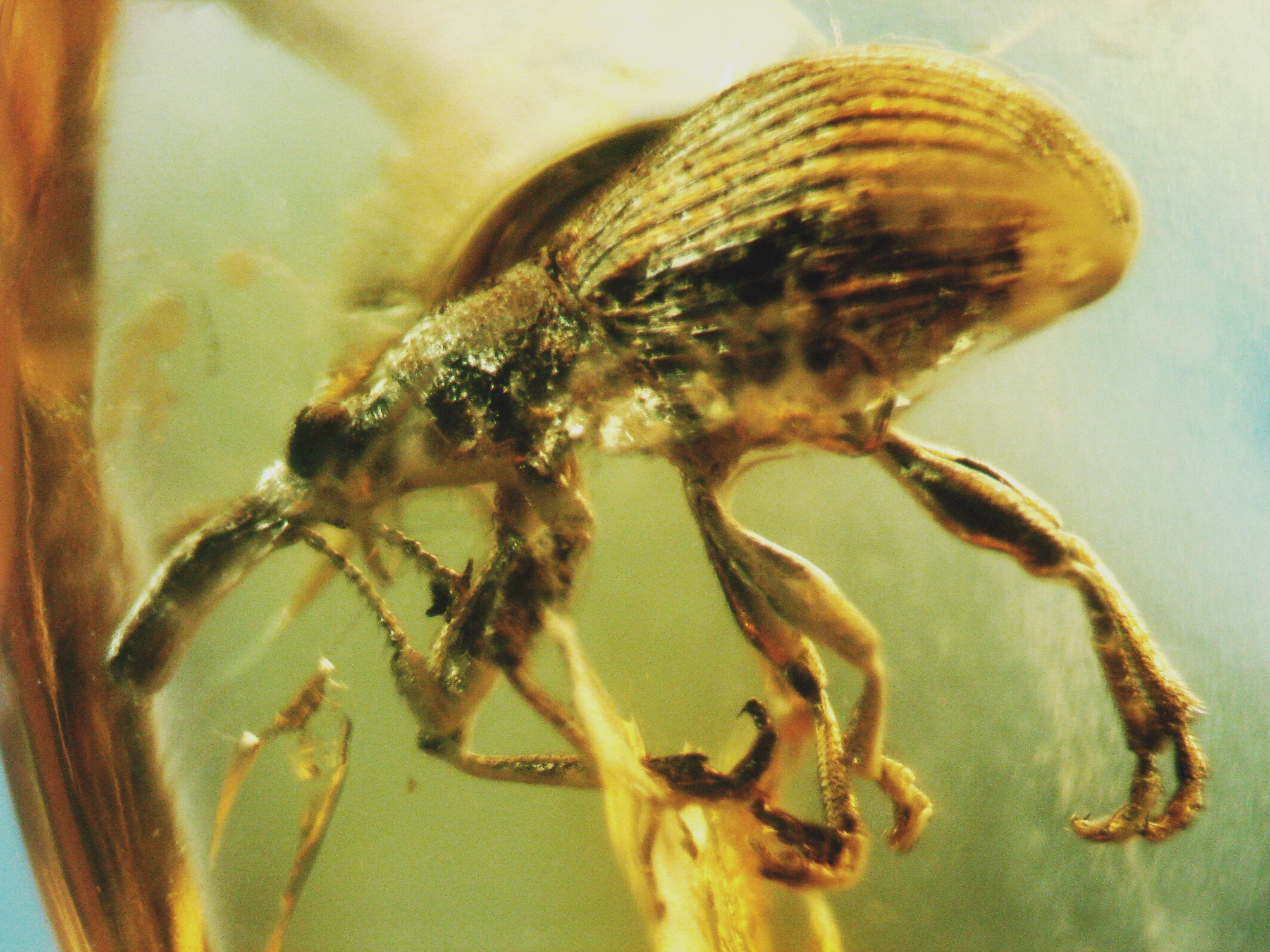
Важливим джерелом вивчення вимерлих комах є рештки, що збереглися у шматочках бурштину. Як, наприклад, оцей насіннєїд (Apion) з балтійського бурштину. Чимало довгоносикоподібних описано з рівненського бурштину

Ймовірний еволюційний розвиток групи відображає така схема:

|  | Nemonychidae |
|  |              |
|  | Anthribidae  |
|  |              |

|  | Caridae                                                     |
|  |                                                             |
|  | \| \| Brentidae \| \| \| \| \| \| Curculionidae \| \| \| \| |
|  |                                                             |
|  | Brentidae                                                   |
|  |                                                             |
|  | Curculionidae                                               |
|  |                                                             |

|  | Brentidae     |
|  |               |
|  | Curculionidae |
|  |               |

|  | Caridae                                                     |
|  |                                                             |
|  | \| \| Brentidae \| \| \| \| \| \| Curculionidae \| \| \| \| |
|  |                                                             |
|  | Brentidae                                                   |
|  |                                                             |
|  | Curculionidae                                               |
|  |                                                             |

|  | Brentidae     |
|  |               |
|  | Curculionidae |
|  |               |

|  | Caridae                                                     |
|  |                                                             |
|  | \| \| Brentidae \| \| \| \| \| \| Curculionidae \| \| \| \| |
|  |                                                             |
|  | Brentidae                                                   |
|  |                                                             |
|  | Curculionidae                                               |
|  |                                                             |

|  | Brentidae     |
|  |               |
|  | Curculionidae |
|  |               |

|  | Caridae                                                     |
|  |                                                             |
|  | \| \| Brentidae \| \| \| \| \| \| Curculionidae \| \| \| \| |
|  |                                                             |
|  | Brentidae                                                   |
|  |                                                             |
|  | Curculionidae                                               |
|  |                                                             |

|  | Brentidae     |
|  |               |
|  | Curculionidae |
|  |               |

|  | Nemonychidae |
|  |              |
|  | Anthribidae  |
|  |              |

|  | Caridae                                                     |
|  |                                                             |
|  | \| \| Brentidae \| \| \| \| \| \| Curculionidae \| \| \| \| |
|  |                                                             |
|  | Brentidae                                                   |
|  |                                                             |
|  | Curculionidae                                               |
|  |                                                             |

|  | Brentidae     |
|  |               |
|  | Curculionidae |
|  |               |

|  | Caridae                                                     |
|  |                                                             |
|  | \| \| Brentidae \| \| \| \| \| \| Curculionidae \| \| \| \| |
|  |                                                             |
|  | Brentidae                                                   |
|  |                                                             |
|  | Curculionidae                                               |
|  |                                                             |

|  | Brentidae     |
|  |               |
|  | Curculionidae |
|  |               |

|  | Caridae                                                     |
|  |                                                             |
|  | \| \| Brentidae \| \| \| \| \| \| Curculionidae \| \| \| \| |
|  |                                                             |
|  | Brentidae                                                   |
|  |                                                             |
|  | Curculionidae                                               |
|  |                                                             |

|  | Brentidae     |
|  |               |
|  | Curculionidae |
|  |               |

|  | Caridae                                                     |
|  |                                                             |
|  | \| \| Brentidae \| \| \| \| \| \| Curculionidae \| \| \| \| |
|  |                                                             |
|  | Brentidae                                                   |
|  |                                                             |
|  | Curculionidae                                               |
|  |                                                             |

|  | Brentidae     |
|  |               |
|  | Curculionidae |
|  |               |

## Значення у природі та житті людини
Подібно до інших груп тварин, довгоносикоподібні є невід'ємною ланкою природних екосистем. Адже вони споживають рослинні тканини і стають здобиччю тварин — хижаків та паразитів. В дикій природі вони уражають, головним чином, рослини, тканини яких почали гнити або всихати. Тож, ці комахи пришвидшують мінералізацію рослинних тканин, що гинуть. Деякі види є важливим запилювачами рослин. Взаємодіючи із рослинами-господарями, комахи сприяють виробленню у рослин різноманітних захисних адаптацій
Однак пов'язаність із культивованими рослинами і неабиякий потенціал до розмноження й розселення роблять деякі види небезпечними шкідниками сільського та лісового господарств, декоративного озеленення, продуктових запасів та складованих матеріалів. До найважливіших шкідників відносяться пальмовий рінхофорус, довгоносик бавовниковий, довгоносик комірний, довгоносик сірий звичайний, довгоносик буряковий звичайний, букарка, казарка, Coenorrhinus aequatus, Involvulus cupreus, Rhynchites auratus, Rhynchites giganteus, довгоносик рисовий, трубкокрут дубовий, Tanymecus palliatus, довгоносик сірий бруньковий, Byctiscus betulae, Psalidium maxillosum, Brachyderes incanus, Hylobius abietis, Eusomus ovulum, насіннєїди (Apionidae), Lixus subtilis, Hypera punctata, Sitophilus oryzae, Cryptorrhynchidus lapathi, Curculio glandim, довгоносик ліщиновий, численні види з родів Otiorrynchus, Phytonomus, Sitona, Magdalis, Pissodes, Ceutorrhynchus, Baris, Anthonomus, Tychius, короїди.
Разом з тим низка видів довгоносикоподібних виявилися ефективними гербіфагами і використовувалися для боротьби з бур'янами.
Деякі види куркуліоноїдних потерпають від діяльності людини, скорочуючи свою чисельність і ареали. До Червоної книги України занесені чотири види цього таксона.

## Довгоносикоподібні у масовій культурі

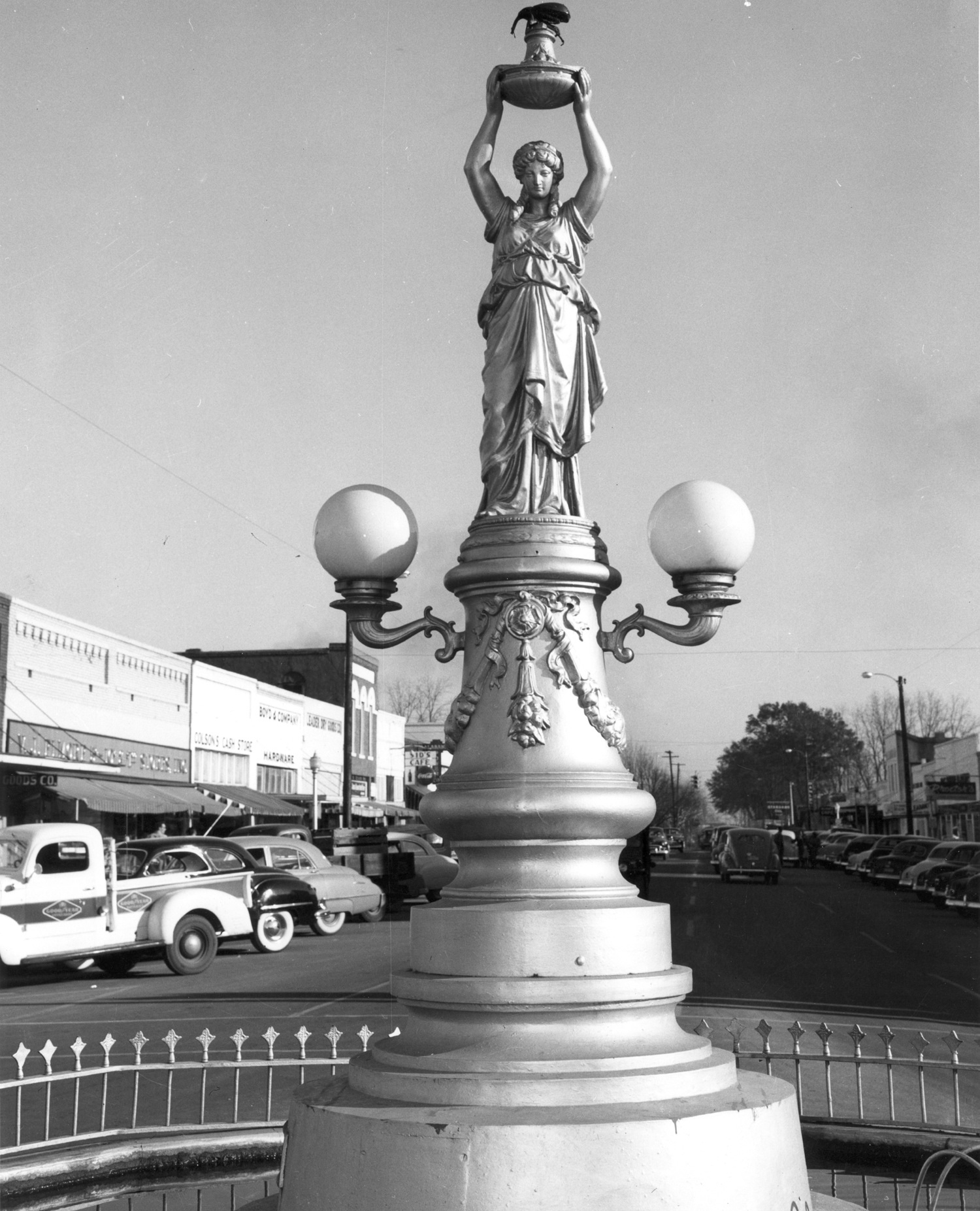
Памятник бавовниковому довгоносику (Antonomus grandis) у США

- Curculio — комедія Плавта, давньоримського театрального діяча, названа ім'ям одного з її центральних героїв. Латиняни словом curculio позначали «хлібного жука», а після появи комедії стали вживати слово у переносному сенсі — випивака, гуляка, похлібець — на честь комедійного персонажа[21].
- У 1996—1999 рр. на телеекранах України та Росії виходили українська гумористична передача — серіал Шоу довгоносиків
- Назву Weevil («Довгоносик») узяв собі британський чоловічий дует, активний у жанрі інді-рок у 1999—2007 рр.
- У молодіжному детективі «Вероніка Марс» (США, 2004—2007) одна з серій мала назву «Weevils Wobble But They Don't Go Down» («Довгоносики вагаються, але не здаються»). Прізвисько Довгоносик мав один з персонажів стрічки.
- За сценарієм ім'я «довгоносики» (Weevils) одержали від землян також інопланетні персонажі британського науково-фантастичного телесеріалу «Торчвуд».
- У місті Ентерпрайз штат Алабама, США є пам'ятник хлопковому довгоносику. Його спорудили у 1919 році на знак подяки цій комасі. Діяльність довгоносика призводила до величезних втрат врожаю бавовнику. Це примусила місцевих фермерів перейти на вирощування арахісу, що виявився набагато прибутковішою культурою[22].
- Кампанія по боротьбі з буряковим довгоносиком набувала в СРСР таких масштабів, що увічнена у фольклорі тих часів — у анекдотах і байках[23][24].